# Ansonia fuliginea
Ansonia fuliginea är en groddjursart som först beskrevs av François Mocquard 1890.  Ansonia fuliginea ingår i släktet Ansonia och familjen paddor. IUCN kategoriserar arten globalt som sårbar. Inga underarter finns listade i Catalogue of Life.